# Sokołowo Budzyńskie (gromada)
Sokołowo Budzyńskie – dawna gromada, czyli najmniejsza jednostka podziału terytorialnego Polskiej Rzeczypospolitej Ludowej w latach 1954–1972.
Gromady, z gromadzkimi radami narodowymi (GRN) jako organami władzy najniższego stopnia na wsi, funkcjonowały od reformy reorganizującej administrację wiejską przeprowadzonej jesienią 1954 do momentu ich zniesienia z dniem 1 stycznia 1973, tym samym wypierając organizację gminną w latach 1954–1972.
Gromadę Sokołowo Budzyńskie z siedzibą GRN w Sokołowie Budzyńskim utworzono – jako jedną z 8759 gromad na obszarze Polski – w powiecie chodzieskim w woj. poznańskim, na mocy uchwały nr 17/54 WRN w Poznaniu z dnia 5 października 1954. W skład jednostki weszły obszary dotychczasowych gromad Popielno i Sokołowo Budzyńskie ze zniesionej gminy Budzyń w tymże powiecie. Dla gromady ustalono 9 członków gromadzkiej rady narodowej.
Gromadę zniesiono 1 stycznia 1959, a jej obszar włączono do gromady Budzyń w tymże powiecie.